# Museum für Urgeschichte Koblach
Das Museum für Urgeschichte Koblach in der Vorarlberger Gemeinde Koblach ist auf rund 100 m² Ausstellungsfläche im Gemeindezentrum „DorfMitte“ untergebracht.
Das Museum wurde 1990 eröffnet. Es besteht im Wesentlichen aus einer Sammlung von urzeitlichen Gegenständen und angefertigten Demonstrationsmodellen sowie Bildern und Skizzen.

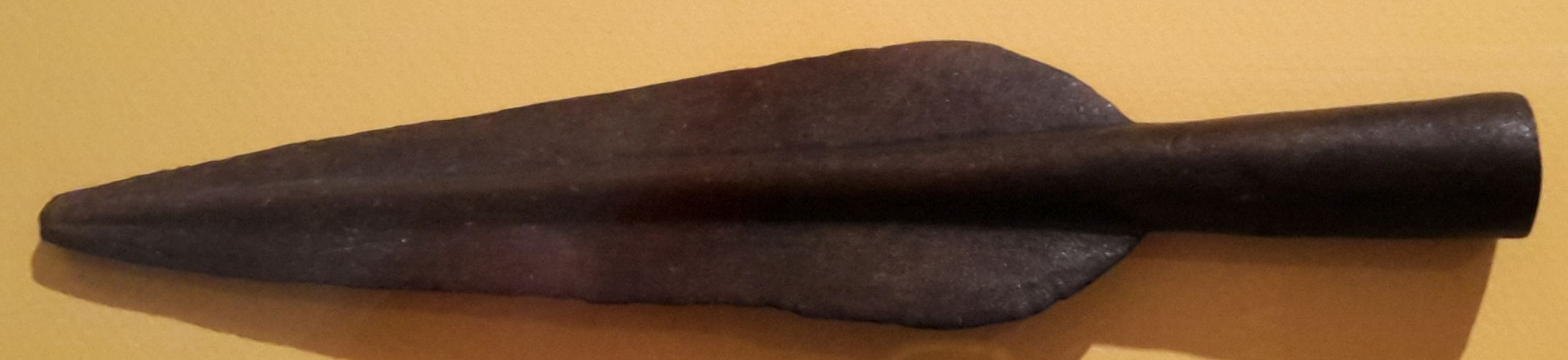
Lanzenspitze vom Neuenburghorst aus Bronze

## Geschichte
Die Absicht ein Museum für Urgeschichte in Koblach zu begründen bestand bereits seit vielen Jahrzehnten. Koblach war in der Urzeit ein relativ dicht besiedeltes Gebiet. Das Museum wurde 2010 nach einer Umgestaltung erneut eröffnet und befindet sich nun im neuen Gemeindezentrum „DorfMitte“.

## Organisation
Das Museum wird von der Gemeinde Koblach betreut. Führungen sind bei Anmeldung möglich. Der Eintritt ist kostenlos.